# Giuseppe Carelli (pittore)
Giuseppe Carelli (Napoli, 10 marzo 1858 – Portici, 23 maggio 1921) è stato un pittore italiano.

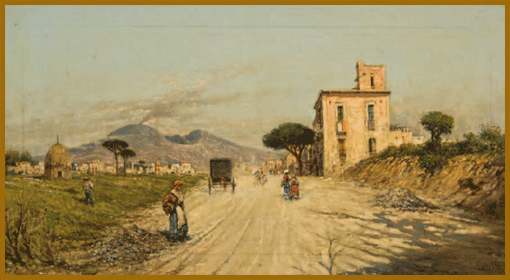
Da Torre Annunziata verso Napoli - olio su tela, 36 x 65

Esponente di una distastia di pittori, venne educato alla pittura dalla più tenere età: come il padre Consalvo, il nonno Raffaele e gli zii Gabriele ed Achille, fu paesaggista. Nelle sue opere emergono, oltre al gusto lirico che caratterizzò la Scuola di Posillipo, raffigurazioni di scene ed elementi urbani della Napoli del suo tempo (Palazzo Reale, i pescatori nel golfo, il lungomare di Santa Lucia, le falde del Vesuvio, i faraglioni di Capri, etc.) in gran parte appartenenti a collezioni provate.
Rappresentò anche altri posti in quanto viaggiò molto in Italia, principalmente tra la Sicilia e il Lazio, confrontandosi con diverse scuole pittoriche. Oltre alle grandi tele ad olio produsse gouaches (acquarelli su carta destinati ai turisti), incisioni all'acquaforte e litografie, tutte appartenenti ora a collezioni private. Morì a Portici ove operarono Eduardo Dalbono e G. Mancinelli, esponenti della Scuola di Resìna.